# Spisak hrišćanskih denominacija i njihov odnos prema homoseksualnosti
Spisak hrišćanskih denominacija i njihov odnos prema homoseksualnosti je pitanje odnosa između homoseksualnosti i hrišćanstva, kao višedecenijski predmet sukoba i debatovanja, koja još uvek traju unutar različitih hrišćanskih crkava. Ipak u 21. veku treba imati na umu i činjenicu da unutar svake denominacije postoje njeni pripadnici i pripadnice čiji stavovi, odstuapju od onih strogih dogmatskih, prema homoseksualnosti, i mogu se razlikovati od zvaničnog stava crkve kojoj pripadaju.

## Spisak hrišćanskih denominacija i njihovog odnosa prema LGBT
| Denominacija                           | Prima LGBT osobe u članstvo | Postavlja LGBT osobe za sveštenike i sveštenice                      | Blagoslovi istopolne zajednice                                       | Venčava istopolne parove                                |
| -------------------------------------- | --------------------------- | -------------------------------------------------------------------- | -------------------------------------------------------------------- | ------------------------------------------------------- |
| Adventistička crkva                    | Ne                          | Ne                                                                   | Ne                                                                   | Ne                                                      |
| Anglikanska crkva                      | Da                          | Zavisi                                                               | Zavisi                                                               | Ne                                                      |
| Baptistička crkva                      | Zavisi                      | Ne                                                                   | Ne                                                                   | Ne                                                      |
| Crkva bratskog jedinstva (Češka crkva) | Da                          | Diskutuje se                                                         | Diskutuje se                                                         | Diskutuje se                                            |
| Mormoni                                | Zavisi                      | Ne                                                                   | Ne                                                                   | Ne                                                      |
| Crkva metropolitenske zajednice        | Da                          | Da                                                                   | Da                                                                   | Da                                                      |
| Crkva ujedinjenja                      | Da                          | Ne                                                                   | Ne                                                                   | Ne                                                      |
| Jehovini svedoci                       | Ne                          | Ne                                                                   | Ne                                                                   | Ne                                                      |
| Kvekeri                                | Da                          | Nema sveštenstvo                                                     | Zavisi                                                               | Zavisi                                                  |
| Luteranska crkva                       | Da                          | Da — Uglavnom LWF Ne — ELCA, i neke druge LWF i druge (ILC, CELC...) | Ne — ELCA i druge (ILC, CELC ...) Zavisi — Lutheran World Federation | Ne                                                      |
| Metodistička crkva                     | Ne                          | Ne                                                                   | Ne                                                                   | Ne                                                      |
| Nova apostolska crkva                  | Da                          | Ne                                                                   | Ne                                                                   | Ne                                                      |
| Pentekostalna crkva                    | Da                          | Ne                                                                   | Ne                                                                   | Ne                                                      |
| Pravoslavna crkva                      | Da                          | Ne                                                                   | Ne                                                                   | Ne                                                      |
| Prezbiterijanska crkva                 | Da                          | Većina=Ne                                                            | Da — PCUSA i Church of Scotland Ne — URC i Kanada                    | Ne                                                      |
| Reformisane crkve                      | Ne                          | Ne                                                                   | Ne                                                                   | Ne                                                      |
| Reformisana hrišćanska crkva           | Da                          | Zavisi                                                               | Zavisi                                                               | Ne                                                      |
| Rimokatolička crkva                    | Da                          | Ne                                                                   | Ne                                                                   | Ne                                                      |
| Starokatolička crkva                   | Da                          | Da                                                                   | Da u Holandiji, Nemačkoj, Austriji i Švajcarskoj                     | Ne                                                      |
| Svedenborgijanska crkva                | Da                          | Da                                                                   | Ne — New Church Da — Swedenborgian Church                            | Ne — New Church Pravo sveštenika — Swedenborgian Church |
| Ujedinjena crkva Australije            | Da                          | Da, prezbiterij može da odluči                                       | ?                                                                    | Ne                                                      |
| Ujedinjena crkva Hrista                | Da                          | Da, genaralno, ali zavisi od kongregacije                            | Da, genaralno                                                        | Da, genaralno                                           |
| Ujedinjena crkva Kanade                | Da                          | Da, ali kongregacija može da odbije                                  | ?                                                                    | Pravo sveštenika                                        |
| Unitarni Univerzalisti                 | Da                          | Da                                                                   | Da                                                                   | Da                                                      |

## Adventizam
Adventisti sedmog dana se protive istopolnim seksualnim vezama, i veruju da seksaulni odnosi treba da se dešavaju jedino unutar bračne zajednice između muškarca i žene. Adventisti smataju da Biblija stalno ističe model heteromonogamije kao jedini ispravni model i da zato svaka seksualna veza izvan ovog okvira je protivna Božjem originalnom planu..

## Anglikanska zajednica
Anglikanska zajednica ima veoma podeljen stav o pitanjima koje su u vezi sa istopolnim odnosima. Generalno, zajednice u Evropi, Severnoj Americi, Centralnoj Americi, Brazilu, Japanu, na Novom Zelandu i u Južnoj Africi smatraju da u Bibliji ne postoji osnova za osudu homoseksualnosti kao grešne. Druge zajednice, koje su većinom u Africi, gde živi veliki deo anglikanskih vernika i vernica, kao i na anglofonim Karibima, smatraju da je homoseksualnost greh i da u Bibliji postoji osnova za osudu homoseksualnosti. Crkva Engleske, kao majka-crkva Anglikanske zajednice, trenutno smatrda da su istopolna partnerstva prihvatljiva među laicima, ali ne i među sveštenstvom, od koga se očekuje apstinencija.

## Baptisti
Južna baptistička konvencija (Southern Baptist Convention – SBC), koja je najveća baptistička denominacija i najveća protestantska grupa u SAD smatra da je istopolno seksualno ponašanje grešno i to bez obzira da li se ovakvo ponašanje dešava unutar braka ili građanske zajednice. Opšte mišljenje je da gejevi i lezbijke mogu da izaberu svoju seksualnu orijentaciju i da mogu da je odbace u korist heteroseksaulnosti ili heteroseksualnog celibata. Njihov stav prema gejevima i lezbijkama je da treba „voleti grešnike, mrzeti greh“, što bi značilo da ne treba da pokažu mržnju prema osobama, nego da osude njeno/njegovo ponašanje. 
Druge konzervativne baptističke denominacije i nezavisni baptisti imaju slične poglede i takođe zauzimaju stav „voli grešnike, mrzi greh“.
Crkve kao što je Westboro Baptist Church, koju predvodi Fred Phelps, poznata po svojoj otvorenoj mržnji prema LGBT osobama (takođe i prema muslimanima, Jevrejima, katolicima, Afro-Amerikancima, Kanađanima i Šveđanima) i istopolnom seksualnom ponašanju, jesu retke u baptističkoj zajednici. Za razliku od SBC-a Wesrboro Baptist Church smatra da je homoseksualnost neoprostiv greh. Ovakvi stavovi nailaze na osudu ostalih baptista. 
Postoji, takođe, nekoliko baptističkih crkava, kao što su Američke baptističke crkve u SAD i Cooperative Baptist Fellowship imaju liberalnije stavove. Association of Welcoming and Affirming Baptists, grupa od pedesetak crkava u Americi, posvećena je punom uključivanju LGBT osoba. Ovo „puno uljučivanje“ može i ne mora da označava i odobravanje istopolnih seksualnih odnosa.

## Crkva bratskog jedinstva
Crkva bratskog jedinstva u Češkoj (Jednota bratrská) 1974. je objavila da su gejevi i lezbijke puni članovi i članice hrišćanske zajednice. Godine 2002. sinod severnih provincija stavio je moratorijum na sve rasprave o homoseksualnosti. Trenutno, pitanja istopolnih brakova i postavljanja gejeva za sveštenike je nerešeno. 

## Crkva Isusa Hrista svetaca poslednjeg dana
Crkva Isusa Hrista svetaca poslednjih dana, odnosno Mormoni, je najveća denominacija u pokretu svetaca poslednjih dana koju je 6. aprila 1830. godine osnovao Džozef Smit. Sedište Crkve je u Solt Lejk Sitiju, u američkoj saveznoj državi Juta.
Mormoni smatraju da je istopolno seksualno ponašanje grešno jednako kao preljuba ili seksualni odnos pre braka. 
Mormoni smatraju da su istopolne želje takođe grešne i zahtevaju od svojih članova i članica da ne pothranjuju takva iskušenja.

## Crkva metropolitenske zajednice
Crkva metropolitenske zajednice je međunarodno udruženje hrišćanskih kongregacija sa oko 300 kongregacija u 22 zemlje. Crkva ima poseban pristup gejevima, lezbijkama, biseksualnim, transrodnim i transeksualnim osobama. Prihvatanje homoseksualnosti je važan deo njihove teologije. 
Crkva metropolitenske zajednice bila je ključni instrument u redefinisanju zakona o braku u Ontariju (vidi: Istopolni brakovi u Ontariju).

## Crkva ujedinjenja
Crkva ujedinjenja smatra da je heteroseksualni brak božanski ideal za sve i da je svako seksualni odnos van braka, uključujući i homoseksualni, greh.

## Jehovini svedoci
Jehovini svedoci zastupaju konzervativne hrišćanske stavove. Homoseksaulnost smatraju grehom, kao i seks van braka (Rimljanima 1:24-32; 15:4; 1.Korinćanima 7:2-4). Jehovini svedoci koji se ne pridržavaju ovih merila, isključuju se iz zajednice.

## Kvekeri
Religiozno društvo prijatelja iliti Kvekeri su podeljeni po pitanju homoseksualnosti. Konzervativnije grupe kao Friends United Meeting i Friends Evangelical Church smatraju da je homoseksualnost greh, dok drugi prijatelji, kao Friends General Conference snažno podržavaju jednaka prava LGBT osoba.

## Luteranizam
Luteranska crkva u Nemačkoj ima jedinstven stav da su gejevi i lezbijke dobrodošli/e kao vernici i vernice i da je svako progon LGBT osoba neprihvatljiv. Većina Luteranskih crkava u Nemačkoj smatra da je homoseksualnost moralna i dozvoljava postavljenje za sveštenike. Veća podeljenost u crkvi postoji po pitanju blagoslovljenja istopolnih zajednica: u ruralnim parohijama (Baden, Saksonija) većina crkava ne odobrava blagosiljanje istopolnih zajednica, mada ima onih koje to čine, dok crkve u urbanim mestima (Hanover, Vestfalija, Brunsvik, Oldenburg, Berlin-Brandenburg, Bremen…) daju blagoslove.
Evangelistička luteranska crkva u Skandinaviji, koja je takođe članica Luteranske svetske federacije smatra da je homoseksualnost jednako moralna. U Švedskoj crkva od 2006. godine dozvoljava blagosloveljenje istopolnih parova i dozvoljava postavljenje gejeva za sveštenike, a oktobra, 2009. godine donela je odluku da se mogu obavljati ceremonije venčanja istopolnih parova. Norveška crkva je podeljena i 6 od 11 biskupa smatra da je homoseksualnost moralna.
Evangelistička luteranska crkva Finske je podeljena po ovom pitanju, ali su mnogi njeni poznatiji biskupi izrazili podršku LGBT osobama. Takođe, neki teolozi iz crkve su podržali istopolne brakove.

## Metodistička crkva
Metodistička crkva Velike Britanije smatra da je homoseksualnost moralna i postavlja gej ne-celibate za sveštenike, ali je 2006. godine odbila da dozvoli blagosiljanje istopolnih zajednica.
United Methodist Church smatra da su „homoseksualne osobe ne manje od heteroseksualnih osoba individue svete vrednosti…“ (Book of Discipline, 2004) i podržava svoje članove da budu u službi sa svim i za sve ljude. 
Crkva, međutim, smatra da je „homoseksualna praksa u neskladu sa hrišćanskim učenjem“ i da „samo-identifikovani aktivni homoseksualci“ ne mogu biti položeni za sveštenike i podržava stav da građanski zakon treba da definiše brak kao zajednicu između jednog muškarca i jedne žene. 
Stav United Methodist Church o homoseksualnosti dat je na zvaničnoj stranici crkve ovde.

## Nova apostolska crkva
Glavni apostol Wilhelm Leber saopštio je u intervjuu da crkva ne želi ljudima da govori kako da se ponašaju, ali da želi da upozori na određene opasnosti. Takođe je rekao da homoseksualnost nije greh prema stavu crkve. On smatra da je bolje živeti u monogamnoj istopolnoj vezi nego se promiskuitetno ponašati. Gejevi i lezbijke i transrodne osobe, međutim, ne mogu da drže propovedi, budu sveštenici ili sveštenice, niti mogu da sklapaju brakove u crkvi.

## Pentakostalna crkva
Pentakostalna crkva smatra da je homoseksualnost greh i protivi se istopolnim zajednicama, gej sveštenicima i često isključuje gejeve i lezbijke iz svog članstva. Mnoge Pentakostalne crkve smatraju da gejeve i lezbijke treba „izbaviti“ od njihovog greha i da ih treba navesti na to da žive heteroseksualni život kakav daje Biblija. Često podržavaju političare sa sličnim stavovima. 

## Pravoslavlje
Vidi: Pravoslavlje i homoseksualnost

## Prezbiterijanska crkva
Prezbiterijanska crkva u SAD, najveća američka prezbiterijanska crkva, podeljena je po pitanju homoseksualnosti. Iako su gejevi i lezbijke dobrodošli kao članovi i članice crkve, politika crkve im zabranjuje da postaju sveštenici ili da dobijaju pozicije u crkvenim odborima. 

## Starokatolička crkva
Starokatolička crkva (ne mešati sa Rimokatoličkom) u Nemačkoj, Švajcarskoj, Austriji i Holandiji smatraju da je homoseksualnost moralna, dozvoljavaju gej sveštenicima da budu u službi i blagoslove gej i lezbijske parove.

## Svedenborgijanska crkva
Generalna crkva Novog Jerusalima ne imenuje gejeve i lezbijke za sveštenike, ali Svedenborgijanska crkva Severne Amerike imenuje. Razlika postoji i po pitanju blagosiljanja istopolnih parova, što prva ne dozvoljava, dok druga ostavlja sveštenicima da samostalno donesu odluku. 

## Ujedinjena crkva Kanade
Ujedinjena crkva Kanade, najveća protestantska zajednica u Kanadi, ima podržavajući stav prema gejevima i lezbijkama. Godine 1988. crkva je jasno istakla da su sve osobe bez obzira na seksualnu orijentaciju dobrodošle u članstvo crkve i da svi članovi crkve mogu da postanu sveštenici. Ovakva odluka nije bila praćena velikom debatom o ovom pitanju, tako da su neke kongregacije napustile crkvu neželeći da podrže ovakav njen stav.
Crkva je još 1977. godine započela sa lobiranjem federalne vlade da uključi seksualnu orijentaciju u anti-diskriminacione zakone, što je postignuto tek 1996. Ova crkva je, takođe, bila aktivna u kampanjama koje su dovele do priznavanja istopolnih brakova u Kanadi.

## Spoljašnje veze
- Gej sveštenici žive sa partnerima